# 黎耀祥
黎耀祥（英語：Wayne Lai Yiu Cheung，1964年5月4日—），香港男演員，現為無綫電視部頭合約藝員，曾三奪無綫“萬千星輝頒獎典禮”「最佳男主角」。他1981年畢業於聖類斯中學，1983年加入無綫電視成為營業部文員，1985年報讀小太陽文娛中心（無綫電視旗下機構）短期演藝訓練課程，獲當時的導師李添勝賞識，并推薦他加入無綫電視藝員訓練班。1986年開始參演電視劇。
他曾到亞洲電視和影壇發展，2002年重返無綫電視，2010年出版探討戲劇與生命關係的《戲劇浮生：黎耀祥論演技與人生》一書。黎耀祥至今拍攝過百部電視劇及近百部電影，持續為香港演藝界服務30多年。

## 演藝生平

### 入行經過
黎耀祥一家八口從前居住在父親任職消防員的紅磡消防局宿舍，在他讀中學時獲政府安排到九龍順利邨利明樓10樓居住。他畢業於紅磡街坊會小學，後來跨區升讀由大姊所選的中西區名校聖類斯中學，起初不適應英文中學校園生活，之後開始融入，參與校內活動。在正式入行前，黎耀祥對戲劇演出已有濃厚興趣，就讀聖類斯中學時，已參與學校戲劇組演出，但並無投身演藝界意向。
自小受父親「讀好書坐冷氣房」思想影響，黎耀祥完成學業後便尋找文職工作，他第一份工作是無綫電視營業部節目編排組文員，當時他覺得自己該去當個演員，因此到香港演藝學院大樓報名，惜當時演藝學院仍在施工，他只得另謀途徑。在機緣巧合下，他看到「小太陽文娛中心」演藝訓練課程宣傳海報，便懷著一腔熱誠報名，順利加入訓練班，更在班裏碰到「伯樂」導師李添勝（添哥）。黎耀祥的表現令「添哥」刮目相看，稱讚他「已接近專業水平」，因此推薦黎耀祥加入無綫電視藝員訓練班第1期藝員進修班（同期畢業兼尚在演藝圈的有周海媚、吳瑞庭），畢業後加入無綫電視。

### 早期經歷（1986年至1998年）
加入無綫電視後，黎耀祥早期開始先跑龍套，亦有於香港教育電視演出，多數飾演童星主角的叔父或表兄。他參與的第一套電視劇是處境劇《綠卡何價》，他亦有參演由藝進同學會籌辦的舞台劇《禧春酒店》、《才子亂點俏佳人》。不久，他於拍攝《銀色旅途》時認識了其圈中摯友劉青雲，事緣於一眾演員拍攝時，劉青雲突然「爆肚」（脫稿演出），片場內只有「跑龍套」的黎能接得上，兩人的友誼便從事後的惺惺相惜開始。後來黎演出小配角，《賊公阿牛》是他首部有角色名字的電視劇。1990年，他第一次收到觀眾來信，內容是讚揚他於《人在邊緣》中章亞朗（曱甴、蟑螂）一角的出色表現。1995年，他在《水餃皇后》中飾演鄧乃強，得到眾多報章影評人的稱讚。當時，他接受電台節目《週末號花車》主持人車淑梅訪問，成為他第一個電台訪問。

在金庸名著改編的電視劇《中神通王重陽》、《射鵰英雄傳之南帝北丐》、《射鵰英雄傳》及《神鵰俠侶》中，黎耀祥合共四度飾演老頑童周伯通，深受讚賞，成為他早年經典角色之一。隨後在《樂壇插班生》中飾演模仿歌手羅文的盧志才，顯露出他模仿的功力，同時建立了其登台演唱及慈善節目中模仿羅文的經典形象。在兩輯《西遊記》中，飾演豬八戒的第一人選辭演，他便以第二人選的身份頂上，效果卻出乎意料地極佳，他演得維妙維肖，因而受人注目。劇中豬八戒常似懂非懂地說：
| “ | 多情自古空余恨，此恨綿綿無絕期 | ” |

其可愛形象深入民心，至今仍為人津津樂道，他甚至因此在十年後的2008年主持《大唐西遊記》。然而，豬八戒大紅時，他入行已超過十年，卻一直未受公司重視，有感在無綫前景有限，演技停滯不前，他便決定趁兒子剛出生這段時間往電影圈發展。《反黑先鋒》是他離開前的最後作品。

### 勇闖影圈（1998年至2002年）
1998年，他與無綫合約完結後未獲挽留，在沒有任何片約下到電影圈闖蕩，成績未如理想，部分電影如飾演「泥菩薩」的大製作《風雲：雄霸天下》也是正式加入影壇前拍畢。初入影壇，工作量尚算穩定，電影如《愛你愛到殺死你》、《生化壽屍》、《陰陽路》系列和《低一點的天空》等的表現，令人留下深刻印象。黎耀祥同時於亞洲電視拍攝劇集，包括《電視風雲》、《影城大亨》等。然而電影市道低迷，加上他亦非高大帥哥，參演角色絕大部分為B級片，小成本製作電影甚至是「爛片」中小人物，部分電影更只發行影碟而沒有在戲院上映。在他參演的電影中，只有他飾演痙攣人士「細路祥」的《低一點的天空》，是他較為滿意的作品。
同一時間，他的工作量開始減少，試過一個月只有一天工作，生活朝不保夕。作為家庭支柱，為了減輕經濟壓力，他重新審視自己的選擇，相比起電視，他認為電影圈生態和合作形式並不適合他，這幾年的經歷亦讓他明白自己在投資者心中的地位和價值。於是，他想到重返無綫，促成他回巢的是導演趙崇基和無綫高層曾勵珍。
這幾年是黎耀祥事業的低谷，但也是他學到最多東西的時光。

### 重返無綫（2002年至2008年）
黎耀祥在2002年重返無綫，首部作品是飾演變性人歐文偉的《謎情家族》，他在劇中演繹令人印象深刻，呈現惊悚、惊讶、惊艳种种效果，被視為突破演出，但該劇先在海外發行，到2006年才在香港首播。
他之後拍攝了《足秤老婆八両夫》、《楚漢驕雄》、《識法代言人》、《鐵血保鏢》、《強劍》等，雖是配角，但演技屢獲讚賞，甚至被認為比主角更為出色。其中《楚漢驕雄》中飾演韩信一角，更令他自《西遊記》後再次人氣急升。性格逆轉的《鐵血保鏢》尚忠一角，更為他帶來演藝生涯裏首兩個獎項——Astro華麗台電視劇大獎2007「我的至愛紅中一點綠」及「我最難忘的一幕」。
黎耀祥戲路廣泛，不論善惡、正義、搞怪的角色絕不會被難到，如在《迎妻接福》、《盛世仁傑》中就表現他少見可演出反派一面。在2008年播出的《秀才愛上兵》中，他扮演為民請命的青天狀師戴從文，在他冒認其兄戴從武出任八府巡案，受到別人質疑的戲份中，七情上面的演技使觀眾們拍案叫絕，加上多年默默耕耘的綠葉生涯給予他觀眾緣，坊間對他的支持由年頭到年尾沒有間斷，最終他在同年的2008年萬千星輝頒獎典禮中得到「最佳男配角」獎項，打破「年年提名，年年吃白果」的「白果王」宿命。
黎耀祥擔演綠葉演員二十多年，但他不計較戲份，懷著演戲生命是一生一世的信念，一直醉心演戲。被問到會給自己多少年放在演藝界，他說：「年輕時即使沒有成績，到中年時也要有點成績，好讓其他人知道我是一個有誠意的演員，像達哥吳孟達般；假如中年没有運氣，也希望晚年像關海山那樣對演藝圈有貢獻。」

### 登上一線（2008年至今）

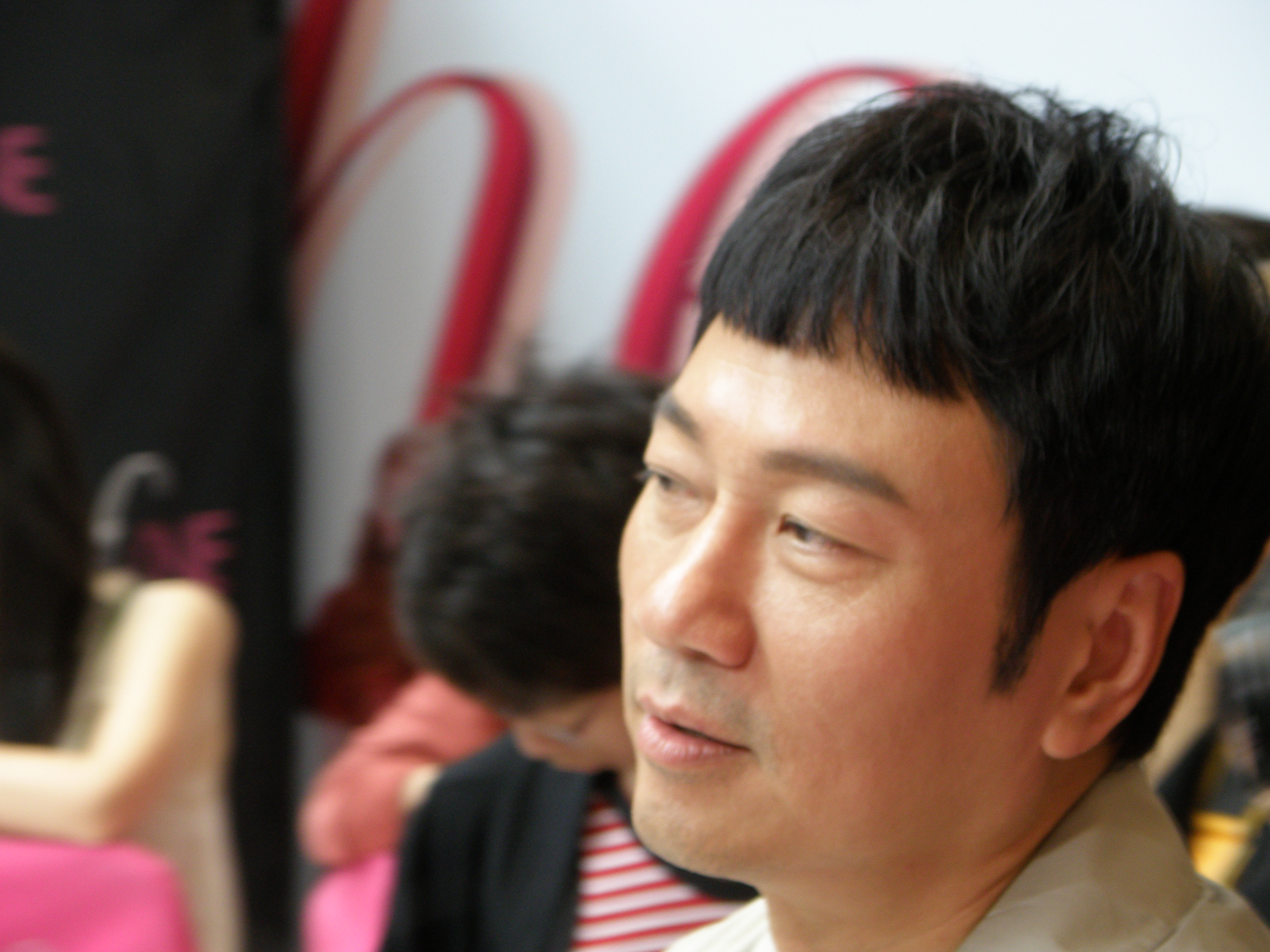
黎耀祥（2014年）

2008年11月黎耀祥獲最佳男配角，無綫電視於同年12月播出他首次擔演第一男主角方心明（OK明）的劇集《Click入黄金屋》。當時，他剛拍畢於2009年播出的劇集《巾幗梟雄》。《巾》劇中，黎耀祥再度與合作無間的兩位幕後人員李添勝監製及張華標編審合作，首次於古裝劇中擔演男主角，再次發揮爐火純青的演技，令柴九的梟雄形象活現於觀眾眼前，首次與鄧萃雯正式拍檔即令劇集獲得高收視和良好口碑，他同時因柴九一角而紅極一時，柴九金句：「人生有幾多個十年？最緊要痛快！」更被傳到街知巷聞，是無綫電視近年的精采角色之一，同時亦為黎耀祥帶來演藝事業的高峰。在2009年TVB萬千星輝頒獎典禮中「柴九」一角獲「我最喜愛的電視男角色」，黎耀祥亦以大熱姿態當選「最佳男主角」，並在強大民意驅使下，成為由市民選出之「tvb.com 人氣大獎」得主，最終在頒獎禮上奪得三個獎項，成為無綫電視舉辦頒獎禮以來首名「三料視帝」，亦是首名獲配角獎後翌年即獲主角獎項的藝人，實力與人氣兼備，他也憑柴九於翌年的紐約國際電影電視節贏得「最佳角色演繹優異獎」，成為他第一個國際獎項。
《巾幗梟雄》大熱，無綫電視乘勝追擊，在2010年開拍台慶劇《巾幗梟雄之義海豪情》。劇中，黎耀祥再次擔演第一男主角，演活內心複雜的警察劉醒，這也被他視為代表作之一。而劇中戰亂的時代背景，更令此次拍攝成為他拍戲以來情緒最為抑鬱的一次，至今，劉醒是黎耀祥從影以來最喜歡的角色，他曾說：「我們真的可以透過劉醒去感受生活和時代的壓力。這才算是一個角色，才是演員所真正追求的一个境界。」在2010年末的頒獎禮前後，不論得獎與否，他也遇到了演藝生涯的瓶頸位，曾經萌生了退休念頭。在2010年萬千星輝頒獎典禮中，黎耀祥雖然失落「我最喜愛的電視男角色」，但成功「冧莊」奪得「最佳男主角」獎，成為繼1998年羅嘉良後第二位連續兩年奪得該獎的藝人，也與拍檔鄧萃雯成為首對以同一系列劇集連任的男女主角。2011年中，儘管《巾幗梟雄之義海豪情》尚未於中國內地正式播出，但他也憑劉醒入圍第十七屆上海電視節「白玉蘭獎」的「最佳男演員」，成為第一個入圍的香港男演員。
除了以上兩套收視高企的劇集外，在2008年10月首播，長達337集的處境劇《畢打自己人》中，他與毛舜筠拍檔，飾演心思慎密，處變不驚，身兼警方臥底的雜誌社社長余家昇，兩人的精采合作拼出強烈火花，細膩演出深受觀眾讚賞，劇中專業人士的形象亦吸引不少年輕觀眾和白領一族，與同期播放的大熱劇集《巾幗梟雄》中大鳴大放的市井人物柴九形成鮮明對比。他憑此角色入圍演藝動力大獎2010的「最突出電視男演員」及2011南方盛典年度影視頒獎禮」的「最受歡迎港台男演員」。劇集播完後，無綫電視因《畢》劇受歡迎而開拍《天天天晴》，他於劇中飾演瀟灑，樂觀的整型外科專科醫生明世安，再次伙拍毛舜筠，他於劇中的演繹與台慶劇《巾幗梟雄之義海豪情》中沉鬱的劉醒造成強烈反差。兩套處境劇收視雖不及《巾幗梟雄》系列，但已改變了觀眾認為黎耀祥只能演小人物的觀感。在《天》劇拍攝將近尾聲時，黎耀祥接拍了於2011年初開機的無綫電視新劇《法證先鋒III》，飾演法證部高級化驗師布國棟。此劇為2011年無綫電視翡翠台的台慶劇，並成為2011年度全年收視冠軍劇集，而「Pro Sir」一角更令內地觀眾見識祥仔飾演專業人士的一面。
2011年12月，隨著無綫電視宋朝宮廷爭鬥劇《造王者》拍攝完畢，黎耀祥立即投入拍攝另一部劇集《大太監》，並飾演李蓮英一角，與飾演慈禧太后的米雪再度合作，最終黎耀祥憑此劇於2012年萬千星輝頒獎禮中再下一城，再度奪得最佳男主角一獎，成為繼羅嘉良後第二位三度獲得該獎項之藝人。黎耀祥與蕭正楠、曹永廉、黃浩然、陳國邦亦因拍攝此劇而成為好友，被外間稱為太監五虎。
對於現時演藝生涯的高峰，黎耀祥處之泰然，他在與羅展鳳小姐的訪談中提及：「我也很明白這個世界，沒有人能夠一輩子站在高峰之上，上了山就要下山，日出日落，是必然的，所以我不會有壓力。下一個獎我必定拿不到，就是下一個獎拿到手，再下一個獎也必定拿不到，終有一次是失敗、是被人批評的，這是自然現象，我並不覺得是壓力、緊張或考驗，這只是自然定律。」
2015年10月26日，台慶劇《梟雄》首播，黎耀祥劇中飾演一個脾氣火爆、不擇手段及心狠手辣的反派龔嘯山。同劇對手有影帝黃秋生及曾經的無綫五虎將湯鎮業，而兩位亦看好黎耀祥奪得本年度視帝，但未能四奪“視帝”，由首次提名的黃秋生成功成為影、視和舞台劇三棲最佳男主角。
2016年10月，《巾幗梟雄之諜血長天》於MyTV Super首播，黎耀祥於劇中分飾兩角，一為願意為國家民族犧牲的游擊隊隊長江尚紅和有不堪童年以致個性被扭曲的日本商人鈴木一雄兩個極端人物，劇情中更先後有鈴木一雄假扮江尚紅及江尚紅假扮鈴木一雄的情節。
　
最值得一提的，是他在2016年12月至2017年2月會持續在電視機中與觀眾見面，因為其作品《愛回家之八時入席》、《巾幗梟雄之諜血長天》以及《財神駕到》接連播映，加上早上重播的作品《西遊記（貳）》，其曝光率之高引起一時熱話。然而，反映出無綫十分缺乏演員，導致黎耀祥同時間於多個時段重覆出現。
近年他不斷挑戰新角色，於2018年接拍新劇殺手，新劇於2020年6月播出，他飾演一名過氣殺手，劇中有許多動作場面，而他亦為此劇而操肌，最終練成六塊腹肌，他憑此角色奪得紐約電視電影節的最佳男演員」銅獎。2020年，他再次拍攝牽涉武打的電視劇《拳王》。

### 香港影視以外的演藝機會
隨著黎耀祥走紅，在香港演員北上拍劇的大趨勢下，他亦得到不少去中國內地拍劇的機會，其中一次是邀請他飾演鍾馗。然而，由於家庭及性格等種種原因令他未有這方面的打算。在無綫電視方面，他甚至獲機會擔任遊戲節目的主持，但因為想一心一意專注拍劇而婉拒公司好意。此外，張耀榮也曾邀他開演唱會，然而，同樣是因專注拍劇的原因，最終未有成事。2012年4月，接連拍畢《造王者》及《大太監》兩套劇後，他獲機會參與拍攝旅遊節目《快樂地圖》，趁着往韓國的十天稍作休息，回港後旋即準備《神探高倫布》。2012年10月首次接演馬來西亞時裝電影丐世英雄，飾演時裝版“丐幫幫主”，以現代化的丐幫故事為背景，融合了武打和喜劇元素，2013年於馬來西亞、香港和新加坡電影院上映。
另一方面，黎耀祥亦再次參演舞台劇。2014年11月，他參演了由杜國威編劇的音樂舞台劇《星海留痕》，故事內容圍繞粵曲藝人小明星與作詞家王心帆的真實傳奇，而黎耀祥則飾演王心帆一角，連同後來補加的三場，劇作在新光戲院共公演13場。2017年4月，黎耀祥參演《風雲》 5D音樂劇，繼1998年在電影《風雲雄霸天下》後再次飾演「泥菩薩」。

### 樽頸尋突破

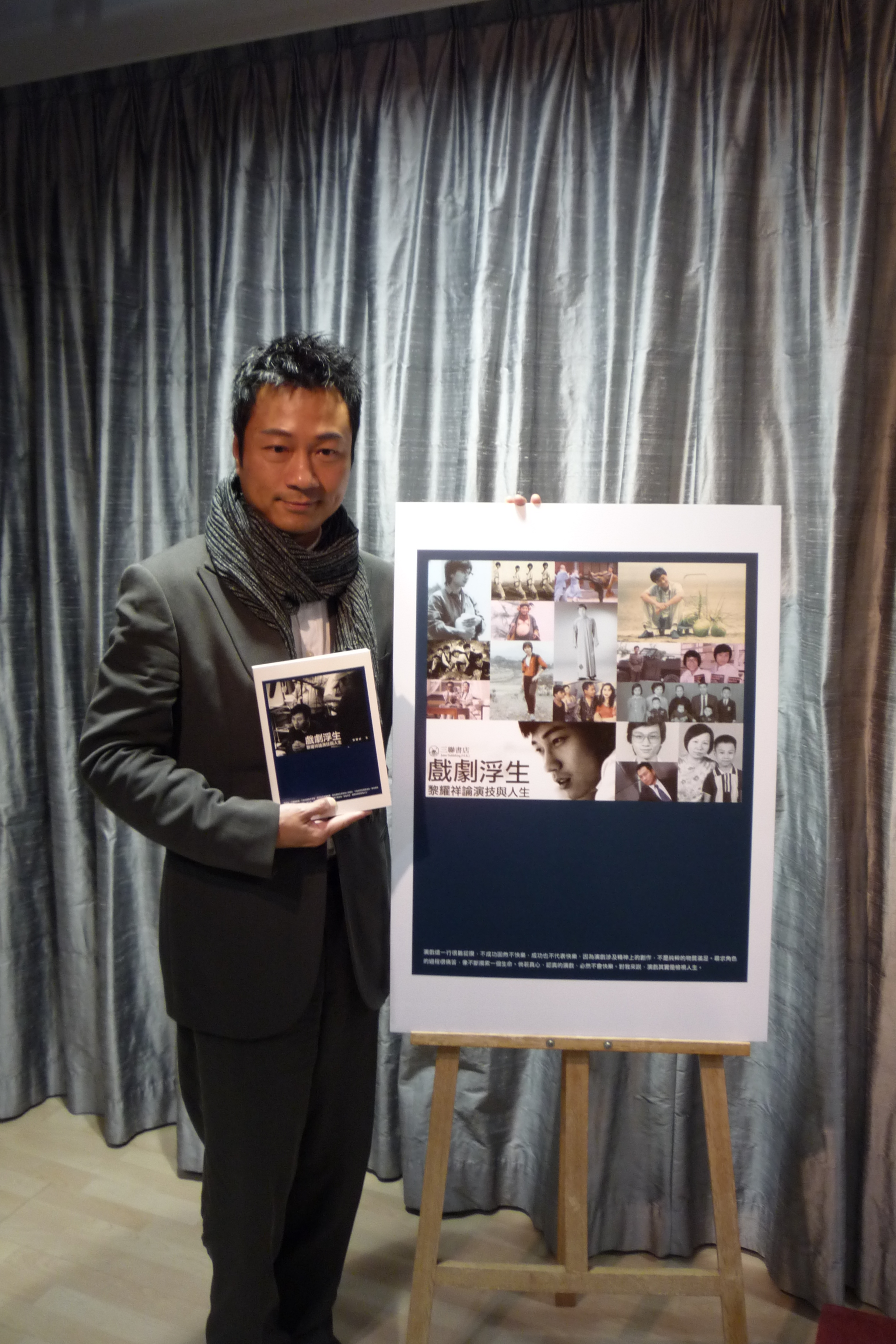
黎耀祥出席其著作《戲劇浮生：黎耀祥論演技與人生》新書分享會暨簽名會（2010年1月）

在近幾年，黎耀祥同時感覺到自己陷入樽頸，表現未見突出。2013年末14年初，他獲邀參演舞台劇《星海留痕》，接受訪問時他就指希望能從中想到新方向、新衝擊去繼續他的演戲之路，他亦為自己定下目標，发掘更多不同的演出方法，以及演出上不同的思考方法。
2018年4月開始往北上發展，由基本合約轉為部頭合約形式合作，自由度比以往更有彈性。
而原本與公司無綫電視簽定的合約將於五月約滿，其後表示打算不續約。然而於4月所接受的一個訪問中透露因無綫及後開出優厚條件挽留，令他相當心動因此改變決定繼續留下。

## 演出作品

### 電視劇

#### 無綫電視
| 香港首播 | 劇名                     | 角色                                     | 性質           |
| 1986年   | 綠卡何價                 |                                          | 跑龍套         |
| 1986年   | 真命天子                 | 御廚                                     | 跑龍套         |
| 1986年   | 達摩                     |                                          | 跑龍套         |
| 1986年   | 赤腳紳士                 |                                          | 跑龍套         |
| 1986年   | 倚天屠龍記               | 哈将军                                   | 跑龍套         |
| 1986年   | 英雄故事                 |                                          | 跑龍套         |
| 1986年   | 黃大仙                   | 太監                                     | 跑龍套         |
| 1986年   | 屈原                     |                                          | 跑龍套         |
| 1986年   | 林沖                     |                                          | 跑龍套         |
| 1986年   | 神劍魔刀                 |                                          | 跑龍套         |
| 1986年   | 孖寶太子                 |                                          | 跑龍套         |
| 1986年   | 流氓大亨                 | 方學仁的同學/歌唱比賽參賽者/慈善晚會司儀 | 跑龍套         |
| 1986年   | 賊公阿牛                 | 葉 文                                    | 跑龍套         |
| 1986年   | 黃金十年                 |                                          | 跑龍套         |
| 1986年   | 神勇CID                  |                                          | 跑龍套         |
| 1986年   | 銀色旅途                 | 場 務                                    | 跑龍套         |
| 1986年   | 香港八六                 |                                          | 跑龍套         |
| 1987年   | 書劍恩仇錄               | 孟健雄                                   | 跑龍套         |
| 1987年   | 時來運到                 |                                          | 跑龍套         |
| 1987年   | 大城小子                 |                                          | 跑龍套         |
| 1987年   | 北斗前鋒                 |                                          | 跑龍套         |
| 1987年   | 天龍神劍                 |                                          | 跑龍套         |
| 1987年   | 大明群英                 |                                          | 跑龍套         |
| 1987年   | 季節                     | 阿 榮(珮的表弟)                          | 跑龍套         |
| 1987年   | 天龍神劍                 | 假冒四大掌門 (第八集)                    | 跑龍套         |
| 1987年   | 杜心五                   | 初九                                     | 跑龍套         |
| 1987年   | 生命之旅                 | 皇室酒店保安组人员（第17集）             | 跑龍套         |
| 1988年   | 太平天國                 | 弟子 平民 將軍                           | 跑龍套         |
| 1988年   | 名門                     |                                          | 跑龍套         |
| 1988年   | 阿德也瘋狂               |                                          | 跑龍套         |
| 1988年   | 絕代雙驕                 |                                          | 跑龍套         |
| 1988年   | 大茶園                   | 金 福                                    | 跑龍套         |
| 1988年   | 都市方程式               | 林偉強                                   | 跑龍套         |
| 1988年   | 老子萬歲                 |                                          | 跑龍套         |
| 1988年   | 誓不低頭                 | Raymond                                  | 跑龍套         |
| 1988年   | 飛躍霓裳                 |                                          | 跑龍套         |
| 1988年   | 奇門鬼谷                 | 弟子                                     | 跑龍套         |
| 1989年   | 俠客行                   |                                          | 跑龍套         |
| 1989年   | 天涯歌女                 | 朱家豪                                   | 跑龍套         |
| 1989年   | 他來自江湖               | 阿 松（第27-28集）                       | 跑龍套         |
| 1989年   | 飛虎群英                 |                                          | 跑龍套         |
| 1989年   | 人海虎鯊                 |                                          | 跑龍套         |
| 1989年   | 末代天師                 |                                          | 跑龍套         |
| 1989年   | 萬家傳說                 |                                          | 跑龍套         |
| 1989年   | 摩登小寶                 |                                          | 跑龍套         |
| 1989年   | 豪情                     |                                          | 跑龍套         |
| 1989年   | 決戰皇城                 |                                          | 跑龍套         |
| 1989年   | 無冕急先鋒               |                                          | 跑龍套         |
| 1989年   | 上海大風暴               | 警察                                     | 跑龍套         |
| 1989年   | 我愛俏冤家               |                                          | 跑龍套         |
| 1989年   | 婆媽女婿                 | 大師兄 (吳穎茵之同事)                    | 男配角         |
| 1990年   | 自梳女                   | 馮牛根                                   | 男配角         |
| 1990年   | 燃燒歲月                 | 梁有材                                   | 男配角         |
| 1990年   | 我本善良                 | 蓆 蝦                                    | 男配角         |
| 1990年   | 水鄉危情                 |                                          | 男配角         |
| 1990年   | 茶煲世家                 | 程子南                                   | 男配角         |
| 1990年   | 人在邊緣                 | 張亞郎（曱甴）                           | 男配角         |
| 1991年   | 男人勿近                 | 許神探                                   | 跑龍套         |
| 1991年   | 藍色風暴                 | 石志基                                   | 第四男主角     |
| 1991年   | 大家族                   | 陳歡欣                                   | 第二男主角     |
| 1991年   | 情陷特區                 | 江堃來                                   | 第二男主角     |
| 1991年   | 夢裡伊人                 | 歐兆佳                                   | 男配角         |
| 1991年   | 漂白英雄                 | 大D                                      | 男配角         |
| 1991年   | 邊城浪子                 | 阿祥（卖酸梅汤）                         | 跑龍套         |
| 1991年   | 黃土恩情                 | 吉 祥                                    | 男配角         |
| 1991年   | 幹探群英                 | 馬年明                                   | 單元角色       |
| 1991年   | 今生无悔                 | 阿 昌                                    | 男配角         |
| 1992年   | 水滸英雄傳               | 阮小七                                   | 男配角         |
| 1992年   | 中神通王重陽             | 周伯通                                   | 男配角         |
| 1992年   | 壹號皇庭                 | 李志立                                   | 單元角色       |
| 1992年   | 極度空靈                 |                                          | 跑龍套         |
| 1992年   | 大時代                   | 大頭                                     | 跑龍套         |
| 1993年   | 龍兄鼠弟                 | Peter                                    | 跑龍套         |
| 1993年   | 魔刀俠情                 | 陸野煙                                   | 第四男主角     |
| 1993年   | 金牙大狀                 | 李連英                                   | 男配角         |
| 1993年   | 壹號皇庭II               | 洪振東（Andy）                           | 單元角色       |
| 1993年   | 大頭綠衣鬥殭屍           | 張南京                                   | 第二男主角     |
| 1994年   | 豪門插班生               | 毛克勤                                   | 男配角         |
| 1994年   | 笑看風雲                 | 潘律師                                   | 跑龍套         |
| 1994年   | 壹號皇庭III              | 楊 炳                                    | 單元角色       |
| 1994年   | 廉政行動1994             | 謝明安                                   | 單元角色       |
| 1994年   | 射鵰英雄傳               | 周伯通                                   | 男配角         |
| 1994年   | 千歲情人                 | 阿 東                                    | 跑龍套         |
| 1994年   | 新重案傳真               | 汪柏祥                                   | 第三男主角     |
| 1994年   | 黃浦傾情                 | 周國昌                                   | 男配角         |
| 1994年   | 射鵰英雄傳之南帝北丐     | 周伯通                                   | 第三男主角     |
| 1994年   | 俠女遊龍                 | 張 祺                                    | 男配角         |
| 1994年   | 不可思議星期二（第二輯） | 發哥                                     | 單元男主角     |
| 1994年   | 驚心都市                 | 李國柱                                   | 單元男配角     |
| 1995年   | 刑事偵緝檔案II           | 何成材                                   | 單元男主角     |
| 1995年   | 壹號皇庭IV               | 邱永健（Anthony）                        | 男配角         |
| 1995年   | 神鵰俠侶                 | 周伯通                                   | 第五男主角     |
| 1995年   | 娛樂插班生               | 何國寶                                   | 第三男主角     |
| 1995年   | 水餃皇后                 | 鄧乃強                                   | 男配角         |
| 1995年   | 包青天                   | 雲曉嵐                                   | 單元角色       |
| 1995年   | 金牙大狀II               | 李連英                                   | 男配角         |
| 1996年   | 有肥人終成眷屬           | 阿 祥                                    | 第四男主角     |
| 1996年   | 西遊記                   | 豬八戒（悟能）                           | 第三男主角     |
| 1996年   | 緝私群英                 | 蘇 東                                    | 第三男主角     |
| 1996年   | 笑傲江湖                 | 劉正風                                   | 男配角         |
| 1997年   | 樂壇插班生               | 盧志才                                   | 第二男主角     |
| 1997年   | 香港人在廣州             | 吳堅毅                                   | 第二男主角     |
| 1997年   | 壹號皇庭V                | 邱永健（Anthony）                        | 男配角         |
| 1997年   | 美味天王                 | 大蛇春                                   | 男配角         |
| 1998年   | 西遊記（貳）             | 豬八戒（悟能）                           | 第三男主角     |
| 1998年   | 緣來沒法擋               | 林永青                                   | 男配角         |
| 1999年   | 反黑先鋒                 | 賀非凡                                   | 第三男主角     |
| 2001年   | 新楚留香（外購劇）       | 胡鐵花                                   | 第三男主角     |
| 2003年   | 非常外父                 | 洛枸杞                                   | 第三男主角     |
| 2003年   | 俗世情真                 | 廖志勤                                   | 第二男主角     |
| 2004年   | 楚漢驕雄                 | 韓 信                                    | 第三男主角     |
| 2004年   | 足秤老婆八両夫           | 余 古                                    | 第三男主角     |
| 2004年   | 廉政行動2004             | 何发                                     | 單元男主角     |
| 2005年   | 識法代言人               | 熊志達（Raymond）                        | 第二男主角     |
| 2005年   | 翻新大少                 | 關炳仁（Eason）                          | 第二男主角     |
| 2005年   | 開心賓館                 | 韓 山                                    | 第二男主角     |
| 2005年   | 秀才遇著兵               | 史其旺                                   | 第二男主角     |
| 2005年   | 同撈同煲                 | 謝君綿（佐治）                           | 第三男主角     |
| 2005年   | 奇幻潮之地獄階梯         | 林志文/王毅信                            | 單元第一男主角 |
| 2006年   | 謎情家族                 | 歐文偉（Raymond）                        | 第二男主角     |
| 2006年   | 飛短留長父子兵           | 何祖昇（Johnny）                         | 第二男主角     |
| 2006年   | 鐵血保鏢                 | 尚忠／尚武                               | 第二男主角     |
| 2007年   | 舞動全城                 | 李力強                                   | 第二男主角     |
| 2007年   | 强劍                     | 東方無崖                                 | 第三男主角     |
| 2007年   | 同事三分親               | 阮文昌                                   | 男配角         |
| 2007年   | 迎妻接福                 | 曾德勝                                   | 第二男主角     |
| 2008年   | 秀才愛上兵               | 戴從文／戴從武                           | 第三男主角     |
| 2008年   | 畢打自己人               | 余家昇                                   | 第一男主角     |
| 2008年   | 溏心風暴之家好月圓       | 年子勇（蓮子蓉）                         | 男配角         |
| 2008年   | Click入黄金屋            | 方心明                                   | 第二男主角     |
| 2009年   | 巾幗梟雄                 | 柴 九                                    | 第一男主角     |
| 2010年   | 秋香怒點唐伯虎           | 王太白                                   | 特別客串       |
| 2010年   | 天天天晴                 | 明世安                                   | 第一男主角     |
| 2010年   | 巾幗梟雄之義海豪情       | 劉 醒                                    | 第一男主角     |
| 2011年   | 法證先鋒III              | 布國棟（Pro Sir）                        | 第一男主角     |
| 2012年   | 盛世仁傑                 | 武承嗣（魏王）                           | 第三男主角     |
| 2012年   | 造王者                   | 余 靖                                    | 第一男主角     |
| 2012年   | 大太監                   | 李連英（李公公、小李子）                 | 第一男主角     |
| 2013年   | 神探高倫布               | 高倫布                                   | 第一男主角     |
| 2013年   | 法外風雲                 | 余英偉（Wilson）                         | 第一男主角     |
| 2014年   | 載得有情人               | 祈逸昇（Sunday）                         | 第一男主角     |
| 2014年   | 名門暗戰                 | 蔣 元（老Mike）                          | 第一男主角     |
| 2015年   | 風雲天地                 | 曹雲漢                                   | 特別客串       |
| 2015年   | 無雙譜                   | 朱爾旦／旱天雷                           | 第一男主角     |
| 2015年   | 枭雄                     | 龔嘯山                                   | 第三男主角     |
| 2016年   | 公公出宮                 | 李肅恭                                   | 第一男主角     |
| 2016年   | 愛·回家之八時入席        | 古曉臣                                   | 第一男主角     |
| 2016年   | 巾帼枭雄之谍血长天       | 江 紅／江尚紅                            | 第一男主角     |
| 2017年   | 財神駕到                 | 梅賽乾                                   | 第一男主角     |
| 2018年   | 逆緣                     | 賀永年                                   | 第一男主角     |
| 2020年   | 殺手                     | 閻 武                                    | 第一男主角     |
| 2021年   | 拳王                     | 石傲山                                   | 第一男主角     |
| 2022年   | 輕·功                    | 洪十一                                   | 第一男主角     |
| 2024年   | 巾幗梟雄之懸崖           | 柴十七                                   | 第一男主角     |

#### 亞洲電視
| 香港首播 | 劇名               | 角色     |
| 1992年   | 廉政行動之卧虎藏龍 | 便衣警探 |
| 2000年   | 電視風雲           | 方紹強   |
| 2000年   | 影城大亨           | 賀志祥   |
| 2000年   | 香港一家人         |          |
| 2001年   | 騷東坡             | 陳季常   |
| 2002年   | 法內情2002         | 潘律師   |
| 2011年   | 上海灘之俠醫傳奇   | 徐福     |

#### 主持作品
| 首播   | 劇名   | 备注             |
| 2025年 | 江湖見 | 武俠經典旅遊節目 |

#### 其他
| 首播   | 劇名                                 | 角色   | 备注                                       |
| 1994年 | 地久天長                             | 張貴子 | 台灣廣電基金                               |
| 1992年 | 碧海风云                             |        | 马来西亚HVD电视台                          |
| 1998年 | 普通話親子劇場（页面存档备份，存于） | 戈先生 | 香港電台電視部                             |
| 2019年 | 鳳弈                                 | 朗坤   | 中國大陸，參演普通話版原版，為粵語版配音。 |

### 電影
| 首映   | 片名                       | 角色                            |
| 1994年 | 飛虎雄心                   | 交通部警員                      |
| 1994年 | 瑪莉的抉擇                 | Paul                            |
| 1994年 | 沙甸魚殺人事件             | 超市經理                        |
| 1997年 | 愛你愛到殺死你             | 歌迷（啫喱）                    |
| 1997年 | 陰陽路2：我在你左右        | Bobby                           |
| 1997年 | 恐怖雞                     | 陳啟明                          |
| 1997年 | 猛鬼卡拉ok                 | 雞翼                            |
| 1997年 | 天地雄心                   | 全哥                            |
| 1997年 | 精裝難兄難弟               | 送外卖（映射罗记）              |
| 1998年 | 榕樹頭講鬼                 | 施富貴                          |
| 1998年 | 生化壽屍                   | 爛牙駒（駒哥）                  |
| 1998年 | 風雲：雄霸天下             | 泥菩薩                          |
| 1998年 | 亞李爸爸‧兩個大盜          | 盧佬                            |
| 1998年 | 殺手再培訓                 | 張世典                          |
| 1998年 | 對不起，隊冧你             | 黎sir                           |
| 1998年 | 男人胸女人Home             | 阿扁                            |
| 1998年 | 魑魅魍魎                   |                                 |
| 1998年 | 青春援助交際               | David                           |
| 1998年 | 風流三壯士                 | 黎露祥（基佬祥）                |
| 1999年 | 自殺前14天                 |                                 |
| 1999年 | 目露凶光                   |                                 |
| 1999年 | 陰陽路4之與鬼同行          |                                 |
| 1999年 | 陰陽路5之一見發財          |                                 |
| 1999年 | 陰陽路6之凶週刊            | 黎先生                          |
| 1999年 | 鬼請你睇戲                 | 张振熙(售貨員)                  |
| 1999年 | 再見阿郎                   |                                 |
| 1999年 | 失業皇帝                   | 羅拔臣藥廠職員                  |
| 1999年 | 爆裂刑警                   | 石修(綫人)                      |
| 2000年 | 陰風耳                     |                                 |
| 2000年 | 慾望號列車                 | 沈志強（反派） （配音：鄧榮銾） |
| 2000年 | 陰陽路7之撞到正            |                                 |
| 2000年 | 特警新人類                 | 刑事情報科高級督察              |
| 2000年 | 野獸童黨                   | 火哥                            |
| 2000年 | 暴力刑警                   | 謝振毛（反派）                  |
| 2000年 | 網上怪談                   |                                 |
| 2000年 | 救薑刑警                   | 的士司機                        |
| 2000年 | 九龍皇后                   | 志超                            |
| 2001年 | 頭號人物                   | 麥Sir                           |
| 2001年 | 情迷豬骨煲                 |                                 |
| 2001年 | 赶尸先生                   | 毛教授（毛毛）                  |
| 2001年 | 幽靈人間                   | 盧安達                          |
| 2001年 | 陌路相逢                   | 阿发                            |
| 2001年 | 15歲半                     | 陈sir                           |
| 2001年 | 窗外閃爍的音符             | ⑿                               |
| 2001年 | 老夫子2001                 | Willy 阿威                      |
| 2001年 | 烹屍之喪盡天良             | 陳宏學（學哥）                  |
| 2001年 | 陰陽路9之命轉乾坤          |                                 |
| 2001年 | 阴阳路10之宣言咒           |                                 |
| 2002年 | 慳錢家族                   | 黎小祥                          |
| 2002年 | 山村老屍III惡靈纏身        |                                 |
| 2002年 | 絕密檔案之人間蒸發         | 高森揚（Sam）                   |
| 2002年 | 絕密檔案之迷失世界         | 高森揚（Sam）                   |
| 2002年 | 一屋貪錢人                 | 黎小祥                          |
| 2002年 | 現代灰姑娘                 | 胡阿九（罗英东）                |
| 2002年 | 非常兇姐                   |                                 |
| 2002年 | 狂野臥底                   | 翻譯                            |
| 2002年 | 當男人變成女人             | 风风                            |
| 2002年 | 怪嬰魔魂                   |                                 |
| 2002年 | 騎呢特工                   |                                 |
| 2003年 | 低一點的天空               | 朱國祥（細路祥）                |
| 2003年 | 心跳                       | 阿森                            |
| 2003年 | 九龍的天空之墮落街         | 阿龍                            |
| 2003年 | 私家秘密處女               | 曾凡                            |
| 2003年 | 女拳王                     | 高人                            |
| 2004年 | 墨斗先生                   | 警員                            |
| 2005年 | 凶宅                       | 甘國強                          |
| 2006年 | 狗咬狗                     | 祥記                            |
| 2006年 | 傷城                       | 陳偉強                          |
| 2006年 | 天行者                     | 阿癡                            |
| 2006年 | 春田花花同學會             | 食神肥滔                        |
| 2006年 | 我要成名                   | 阿偉                            |
| 2006年 | 新紮師妹3                  | 古惑哥                          |
| 2006年 | 情癲大聖                   | 蜥王                            |
| 2007年 | 跟蹤                       | 劫匪                            |
| 2007年 | C+偵探                     | 關細榮                          |
| 2007年 | 一樓一鬼                   | 阿虫                            |
| 2009年 | 愛情三結義                 | 商店老板                        |
| 2009年 | Laughing Gor之變節         | 阿武                            |
| 2010年 | 72家租客                   | 阿桐木                          |
| 2011年 | 一路有你                   | 阿標（貨櫃司機）                |
| 2011年 | 我愛HK開心萬歲             | 黎耀祥 / 劉醒                   |
| 2014年 | 丐世英雄                   | 陈大力                          |
| 2016年 | 沖天火                     | 鼎哥                            |
| 2022年 | 大夢西遊之五行山(網絡電影) | 豬八戒                          |

### 配音
| 年代   | 片名             | 角色                                     |
| 2006年 | 獸猛猛奇兵       | 松鼠寶爺                                 |
| 2006年 | 反斗車王         | 勞佬                                     |
| 2007年 | 每當變幻時       | 豬肉佬 (粵語版)                          |
| 2007年 | 羅拔神奇家族     | 韋先生                                   |
| 2009年 | 沖天救兵         | 德仔                                     |
| 2009年 | 生命脈動         | 明珠台粵語版旁白（BBC紀錄片）            |
| 2010年 | 壞蛋獎門人       | 犀利哥                                   |
| 2011年 | 曳曳IQ博士       | 則卷千平 （於J2播放）                    |
| 2012年 | 羅文·歌在人心    | 旁白                                     |
| 2013年 | 壞蛋獎門人2      | 犀利哥                                   |
| 2016年 | 西遊記之大聖歸來 | 孫悟空 (粵語版)                          |
| 2017年 | 壞蛋獎門人3      | 犀利哥                                   |
| 2018年 | 武林怪獸         |                                          |
| 2019年 | 鳳弈             | 朗坤，粵語版配音，也以普通話版飾演角色。 |
| 2021年 | 真·三國無雙      | 曹操 (粵語版)                            |

### 舞台劇
- 1992年：《嬉春酒店》（页面存档备份，存于）
- 1992年：《雷雨》（页面存档备份，存于）
- 2014年：《星海留痕》 飾演 王心帆
- 2017年：《風雲5D》音樂劇　飾演 泥菩薩[28]

### 廣播劇
- 七年之癢（香港電台）
- 三吋

## 節目

### 電視
| 年份   | 節目（無綫電視） |
| ------ | --- |
| 1986年 | - 古怪人生 |
| 1987年 | - 奇人怪錄 |
| 1990年 | - 為食開心果演出 |
| 1995年 | - 人生交叉點 第20集演出 - 最緊要健康 第1集演出 |
| 1997年 | - 廣告大贏家 第14集 - 金牛滿屋賀新春 - 瑪麗醫院光輝飛越60年 司儀 - 萬眾同心公益金 - 世界如此多FUN 第4、7集 - 特區成立倒數 - 超級無敵獎門人之再戰江湖 第9集 - 超級無敵瘋狂水運會 - 回到未紅時 |
| 1998年 | - 罪惡剋星勁爆Show'98演出 - 1998年度兒歌金曲頒獎典禮演出 |
| 1999年 | - 驚天動地獎門人 第21集 |
| 2002年 | - 一筆out消 藝人慈善版嘉賓 - 一觸即發 藝人慈善版嘉賓 - 吾係獎門人 第10集 |
| 2004年 | - 繼續無敵獎門人 第10集 |
| 2005年 | - 繼續無敵獎門人 第33、37集 |
| 2006年 | - 娛樂直播3月29日 - 15/16 第16-18集 - 區區食樂好路線 第7集 |
| 2007年 | - 金豬獻瑞慶新春 - 遊戲天王 第19-22、29-32集 - 問題娛樂圈 第17集 - 最緊要進步 第9集嘉賓 |
| 2008年 | - 亮相打氣團 第3-4，13-14集 - 大唐西遊記 主持 - 志雲飯局 第107集 嘉賓 - 娛樂直播11月25日 嘉賓 |
| 2009年 | - 都市閒情 1月1日、5月25日 嘉賓 - 名人飯堂 第10、11集 嘉賓 - 鐵甲無敵獎門人 第38集 嘉賓 - 耳分高下 第25-26集 嘉賓 - 星星同學會 第20集 嘉賓 - 2009年度香港小姐競選 嘉賓司儀 - 星光熠熠耀保良 主持、表演嘉賓 - 萬千星輝賀台慶 表演嘉賓 - 「巾幗群雄鼓上飛」 - 「臥虎藏龍唱家班」 - 美女廚房 第3集 評判、第15集 嘉賓 - 至八女人心 第1集 嘉賓 - 係咪小兒科 第9、10集 嘉賓 - 正識第一 第11、12集 嘉賓 - 霎時感動 第101集《誰懂愛》、第140集《樵夫惹禍》 - 職安健知多啲 主持 - 蓬瀛仙館「志同學道」主持 - 今日VIP（4月29日、12月8日） - 歡樂滿東華（表演環節：鹹酸苦辣味味金、萬惡淫為首） - 奧海城全城狂歡邁向2010 嘉賓 |
| 2010年 | - 我的2009 - 愛的力量 - 范後感 嘉賓 - 以時相聚 第14集 嘉賓 - 逐格鬥 第1集 1月10日 嘉賓 - 今日VIP（2月4、5日、3月19日、11月8、26日、12月8日） 嘉賓 - 救助兒童會愛心共建童夢園 3月6日 主持 - 電視的天空 〈港台節目〉 5月16日 - 超級遊戲獎門人 （第16集 8月15日、第26集 11月7日）嘉賓 - 更上一層樓 (第九輯)（第8集 11月20日）嘉賓 - 歡樂滿東華 表演嘉賓 - 萬千星輝賀台慶 表演嘉賓 - 勁歌金曲 表演嘉賓 - 八味娛樂圈 嘉賓 - 東部華僑城好玩之最 主持 - 星級廚房 嘉賓 - 聖淘沙名勝世界 - 全新世界賞不完 〈3月1日-5日 東張西望時段內播出〉 主持                                                                            |
| 2011年 | - 慈善星輝仁濟夜 表演嘉賓 - 華麗明星賽 第1集 嘉賓 - 渣打銀行特約 - 理想投資話我知 （第一至第四集）（嘉賓主持） - 裝修維修-職安秘笈 主持 - 魔法擂台-2011TVB最受歡迎廣告頒獎典禮 (31/7/11) - 為食總司令（21/8/11）嘉賓 - 吃饭皇帝大 - 今日VIP與張可頤(7/10/11) 嘉賓 - 萬千星輝賀台慶 表演嘉賓 - 香港美食100強(17/12/11) 嘉賓 |
| 2012年 | - May姐有請(01/01/12) 嘉賓 - 今日VIP與米雪(22/3/12)嘉賓 - 碧桂園．十里銀灘特約：海灘戀曲 主持之一 角色名稱:嘉樂 - 快樂地圖~~南韓篇(11/07-13/07/2012) 主持 - 千奇百趣東南亞(14/9/2012)嘉賓之一 - 皆大歡喜之溏心風暴(30/9/2012)嘉賓之一 - 更上一層樓 (第十一輯)(6/10/2012)嘉賓 - 環遊世界明星賽 (28/10/2012)嘉賓之一 - 夜消磨(28/10/2012)嘉賓之一 - 街坊廚神食四方(18/11/2012)嘉賓 |
| 2013年 | - TVB新春黃金慶典演出 - 決戰一分鐘第19集嘉賓之一 |
| 2014年 | - 明星愛廚房第1集(28/12/2014)嘉賓之一 |
| 2015年 | - 家家有喜事(20/2/2015) 嘉賓 - 超強選擇1分鐘(23/7/2015) 嘉賓之一 - 食得健康嗎？(24/6/2015) 嘉賓 - 活得健康嗎？(9/9/2015) 嘉賓之一 |
| 2016年 | - Do姐有問題(7/3/2016) 嘉賓之一 - 乜都搞掂晒(14/6/2016) 嘉賓 - 為食3姊妹(12/7/2016) 嘉賓之一 - 香港先生選舉(10/9/2016) 評判之一 - 我愛香港(18/9/2016、6/11/2016) 嘉賓之一 - 你健康嗎？（第二輯）(26/9/2016) 嘉賓之一 |
| 2017年 | - 國際中華小姐競選 評判之一 - 歎得好健康 - 請勿關燈 - 最佳拍檔第1集(10/9/2017)嘉賓 - 公公出埠 |
| 2018年 | - 美女廚房_(第三輯)第11集嘉賓 - 延禧南巡嘉賓 |
| 2019年 | - 慈善星輝仁濟夜 - 新春開運王第4輯 第2集嘉賓 - 快樂中年第9集嘉賓 - 流行經典50年(3/8/2019)嘉賓 - 香港小姐公爵特訓班嘉賓 - Do姐有問題第3輯 (25/8/2019)嘉賓 |
| 2020年 | - 天天開運王 第1集嘉賓 - 流行經典50年 嘉賓主持 - 萬眾同心公益金 - Do姐有問題第4輯（10/07/2020）嘉賓 - 你想減壓 第1集嘉賓 |
| 2021年 | - 天天開運王第2輯 第5集嘉賓 - 輝哥為食遊第4輯 第4集嘉賓 |
| 2022年 | - 回家第3集嘉賓主持 |
| 2023年 | - 請客必食18道菜主持 |
| 2025年 | - 江湖見主持 |

### myTV SUPER 1台
| 首播年份 | 節目名稱 | 備註                  |
| 2020年   | 雙祥見   | 主持之一 與阮兆祥合作 |

## 音樂作品

### 電視劇歌曲
| 年份   | 歌曲名稱 | 劇名               | 性質   | 備註                                   | 收錄專輯               |
| ------ | -------- | ------------------ | ------ | -------------------------------------- | ---------------------- |
| 2010年 | 紅蝴蝶   | 巾幗梟雄之義海豪情 | 插曲   | 原唱者為吳卓羲                         | 未曾收錄               |
| 2011年 | 目擊     | 法證先鋒III        | 主題曲 | 與吳卓羲合唱                           | 《Love TV 情歌精選 3》 |
| 2012年 | 日月     | 大太監             | 片尾曲 | 與胡定欣合唱                           | 未曾收錄               |
| 2017年 | 財神駕到 | 財神駕到           | 主題曲 | 連同樊奕敏、單立文、何廣沛及傅嘉莉合唱 | 未曾收錄               |

### 其他歌曲
| 年份   | 歌名                             | 性質   | 備註                       |
| ------ | -------------------------------- | ------ | -------------------------- |
| 2011年 | 職安真漢子（页面存档备份，存于） | 主題曲 | 改編自林子祥的《真的漢子》 |

## 文字作品

### 專欄文章
| 年份           | 報名  | 專欄         | 注釋 |
| -------------- | ----- | ------------ | --- |
| 2008年至2010年 | am730 | 《戲假情真》 | 香港免費報章am730副社長在2008年找黎耀祥，表示有意開設由演員撰寫的關於演藝圈的專欄，而黎耀祥當時遊說他：「如果只寫拍攝花絮是沒必要的，批評本港的演員也不太好，始終大家有機會碰面，而且我的看法也未必全對，不如換一種形式，借鑒一些外國和內地的電影，通過他們的演出方法來说出我的看法。」，副社長表示沒關係，於是，專欄就正式誕生。 |

| 日期              | 標題             | 引用電影/電視/人物                                       |
| 2008年            |                  |                                                          |
| 10月16日          | 未有標題         | 丹尼爾迪路易士《黑金風雲》；瑪莉安歌迪娜《粉紅色的一生》 |
| 10月23日          | 未有標題         | 韋史密夫《尋找快樂的故事》                               |
| 10月30日          | 未有標題         | 劉青雲《神探》                                           |
| 11月6日           | 未有標題         | /                                                        |
| 11月13日          | 未有標題         | 高倉健《鐵道員》、《千里走單騎》                         |
| 11月20日          | 未有標題         | /                                                        |
| 11月27日          | 未有標題         | /                                                        |
| 12月4日           | 未有標題         | 《任逍遙》                                               |
| 12月11日          | 未有標題         | 希斯萊傑《蝙蝠俠—黑夜之神》                              |
| 12月18日          | 未有標題         | 希斯萊傑《蝙蝠俠—黑夜之神》                              |
| 2009年            |                  |                                                          |
| 1月8日            | 非演員的戲       | 《小武》                                                 |
| 1月15日           | 合理的誇張       | 周星馳《他來自江湖》；尊尼特普《魔盜王》                 |
| 1月22日           | 演出的矛盾       | 《醜女大翻身》                                           |
| 2月5日            | 虛有其表         | 《神奇四俠：銀魔現身》                                   |
| 2月12日           | 演員的反面教材   | 《神奇四俠：銀魔現身》                                   |
| 2月19日           | 放縱演出         | 梅莉史翠普《媽媽咪呀》                                   |
| 2月26日           | 眼淚的功能       | 《鷹眼追擊》                                             |
| 3月5日            | 好的節奏         | 桂綸鎂《不能說的秘密》、《女人不壞》                     |
| 3月12日           | 精采的設計       | 詹姆斯·麥艾維《愛誘罪》                                  |
| 3月19日           | 《愛．誘．罪》   | 《愛誘罪》                                               |
| 3月26日           | 誇張 收斂        | 艾爾帕西諾《威尼斯商人》                                 |
| 4月2日            | 保持思考         | 艾爾帕西諾《女人香》                                     |
| 4月9日            | 非「對」勿「配」 | 舒淇《非誠勿擾》                                         |
| 4月16日           | 豐富的表情       | 毛舜筠《畢打自己人》                                     |
| 4月23日           | 難演的戲         | 畢彼特《奇幻逆緣》                                       |
| 5月7日            | 未有標題         | 韋史密夫《救人七命》                                     |
| 5月14日           | 梟雄－柴九       | 《巾幗梟雄》                                             |
| 5月21日           | 反向思維         | 周迅《畫皮》                                             |
| 6月4日            | 真實評估         | 《巾幗梟雄》                                             |
| 6月11日           | 感受             | /                                                        |
| 6月18日           | 再談感受         | 《畢打自己人》                                           |
| 6月25日           | 喜劇劇情         | 《變形金剛：狂派再起》                                   |
| 7月2日            | 再談喜劇         | 《變形金剛：狂派再起》                                   |
| 7月9日            | 巨星的演出       | 米高積遜                                                 |
| 7月16日           | 表達工具         | 沙人《蜘蛛俠3》                                          |
| 7月24日（星期五） | 180度的轉變      | 《蜘蛛俠3》                                              |
| 7月30日           | 動畫的感人       | 《沖天救兵》                                             |
| 8月6日            | 節奏的影響       | 《沖天救兵》                                             |
| 8月13日           | 深層的對比       | 《禮儀師之奏鳴曲》                                       |
| 8月20日           | 生活化           | 《禮儀師之奏鳴曲》                                       |
| 8月27日           | 大師「緒形拳」   | 緒形拳《我要復仇》、《火宅之人》                         |
| 9月3日            | 夏菲米克的時代   | 辛·潘《夏菲米克的時代》                                  |
| 9月10日           | 好的演繹         | 辛·潘《夏菲米克的時代》                                  |
| 9月17日           | 如何訴說角色     | /                                                        |
| 9月24日           | 不如無書         | /                                                        |
| 10月8日           | 身體的運作       | /                                                        |
| 10月15日          | 動作的邏輯       | /                                                        |
| 10月22日          | 語言的節奏       | /                                                        |
| 10月29日          | 生活的提煉       | /                                                        |
| 11月5日           | 演員的情         | 《楚漢驕雄》                                             |
| 11月12日          | 日常的動作       | 《畢打自己人》                                           |
| 11月19日          | 真假動作         | /                                                        |
| 11月26日          | 思考與記憶       | /                                                        |
| 12月3日           | 演出時的「時間」 | 《楚漢驕雄》                                             |
| 12月10日          | 停頓的重要       | 《楚漢驕雄》、《This is it》                             |
| 12月17日          | 感覺的重要       | 《This is it》                                           |
| 12月24日          | 模仿他人         | /                                                        |
| 12月31日          | Jump             | 《Jump》                                                 |
| 2010年            |                  |                                                          |
| 1月7日            | 真實對話         | /                                                        |
| 1月14日           | 節奏的責任       | /                                                        |
| 1月21日           | 加工的真實節奏   | /                                                        |
| 1月28日           | 恒久真情         | /                                                        |

專欄文章結集後編輯成書：
| 年份          | 書名                             | 出版社                      |
| ------------- | -------------------------------- | --------------------------- |
| 2010年1月23日 | 《戲劇浮生：黎耀祥論演技與人生》 | 香港三聯 ISBN 9789620429255 |

#### 頭條日報《柴九廚房》（2009年）
| 日期     | 菜式                 |
| 7月25日  | 茄汁意式燴蜆         |
| 8月1日   | 辣味彈牙墨魚仔       |
| 8月8日   | 糖醋齋燒鵝           |
| 8月15日  | 香蜜焗生蠔           |
| 8月22日  | 吞拿魚沙律卷         |
| 8月29日  | 香辣麻婆豆腐         |
| 9月5日   | 士多啤梨百合炒蝦仁   |
| 9月12日  | 三椒鳳梨炒排骨       |
| 9月19日  | 椰味香濃咖哩牛腩     |
| 9月26日  | 南乳枝竹素齋         |
| 10月10日 | 鎮江浙醋特製生炒排骨 |
| 10月17日 | 滋補雞酒             |
| 10月24日 | 蜜桃茄汁煎中蝦       |
| 10月31日 | 蕃茄蛋炒牛肉         |
| 11月7日  | 辣豆豉涼瓜排骨       |
| 11月14日 | 冬菇雲耳燜雞         |

#### am730《人生路》（2011年至2012年）
| 年份   | 日期     | 標題                   |
| 2011年 | 8月12日  | 人生                   |
| 2011年 | 8月19日  | 演員的人生路           |
| 2011年 | 8月26日  | 老么的孤獨感           |
| 2011年 | 9月2日   | 孤獨的好處             |
| 2011年 | 9月9日   | 再談孤獨               |
| 2011年 | 9月16日  | 人間正道是滄桑         |
| 2011年 | 9月23日  | 艱難總會過去           |
| 2011年 | 9月30日  | 演員的獨特功能和位置   |
| 2011年 | 10月7日  | 對生命的感應           |
| 2011年 | 10月14日 | 建立友誼               |
| 2011年 | 10月21日 | 人類英雄               |
| 2011年 | 10月28日 | 天下本無事，庸人自擾之 |
| 2011年 | 11月4日  | 辛亥革命               |
| 2011年 | 11月11日 | 外國的月亮特別圓？     |
| 2011年 | 11月18日 | 偷得浮生半日閒         |
| 2011年 | 11月25日 | 演員與影迷的關係       |
| 2011年 | 12月2日  | 生活的藝術             |
| 2011年 | 12月9日  | 抉擇                   |
| 2011年 | 12月16日 | 語言溝通               |
| 2011年 | 12月23日 | 終點就在起點           |
| 2011年 | 12月30日 | 快樂在哪裡?            |
| 2012年 | 1月6日   | 養生之道               |
| 2012年 | 1月13日  | 社會現象               |
| 2012年 | 1月20日  | 攝錄機                 |
| 2012年 | 1月27日  | 小孩路向               |
| 2012年 | 2月3日   | 考驗                   |
| 2012年 | 2月10日  | 先入為主               |

## 曾獲獎項
為確保資料的關聯性，下表只列出個人獎項，其他獎項請另見有關條目。
| 年份   | 頒獎典禮/機構                                   | 獎項                                                             | 劇集                   | 角色                  | 結果 |
| ------ | ----------------------------------------------- | ---------------------------------------------------------------- | ---------------------- | --------------------- | ---- |
| 2007年 | Astro華麗台電視劇大獎2007                       | 我的至愛紅中一點綠                                               | 《鐵血保鏢》           | 尚忠                  | 獲獎 |
| 2007年 | Astro華麗台電視劇大獎2007                       | 我最難忘的一幕（忠當上大掌櫃說出肺腑之言，之后宣布智將接任其位） | 《鐵血保鏢》           | 不適用                | 獲獎 |
| 2008年 | 2008年萬千星輝頒獎典禮                          | 最佳男配角                                                       | 《秀才愛上兵》         | 戴從文/戴從武         | 獲獎 |
| 2009年 | 《3週刊X味道Family》星光璀璨十週年頒獎典禮2009  | 最傑出表現獎                                                     | 不適用                 | 不適用                | 獲獎 |
| 2009年 | TVB周刊最強人氣品牌大獎2009頒獎典禮             | 最強人氣急升廣告王                                               | 不適用                 | 不適用                | 獲獎 |
| 2009年 | 健康第壹大獎頒獎典禮2009                        | 十大健康之星                                                     | 不適用                 | 不適用                | 獲獎 |
| 2009年 | 傑出演藝仁愛夜2009                              | 傑出愛心演藝人大獎                                               | 不適用                 | 不適用                | 獲獎 |
| 2009年 | 演藝動力大獎2009                                | 最突出電視男演員                                                 | 《巾幗梟雄》           | 柴九                  | 獲獎 |
| 2009年 | 2009年萬千星輝頒獎典禮                          | 最佳男主角                                                       | 《巾幗梟雄》           | 柴九                  | 獲獎 |
| 2009年 | 2009年萬千星輝頒獎典禮                          | 我最喜愛的電視男角色                                             | 《巾幗梟雄》           | 柴九                  | 獲獎 |
| 2009年 | 2009年萬千星輝頒獎典禮                          | tvb.com人氣大獎                                                  | 不適用                 | 不適用                | 獲獎 |
| 2009年 | YAHOO!搜尋人氣大獎2009                          | 「人氣電視男藝人」獎                                             | 不適用                 | 不適用                | 獲獎 |
| 2009年 | 《味道》Best Editor's Pick Awards 2009          | 品味生活大獎                                                     | 不適用                 | 不適用                | 獲獎 |
| 2009年 | 2009年新加坡星和無線電視大獎                    | 我最愛TVB電視男角色2009                                          | 《巾幗梟雄》           | 柴九                  | 獲獎 |
| 2010年 | 壹電視大獎2010                                  | 十大電視藝人第二位                                               | 不適用                 | 不適用                | 獲獎 |
| 2010年 | 第一屆太子珠寶鐘錶精英獎                        | 電視組別得獎者                                                   | 不適用                 | 不適用                | 獲獎 |
| 2010年 | 健康第壹大獎頒獎典禮2010                        | 十大健康之星                                                     | 不適用                 | 不適用                | 獲獎 |
| 2010年 | My AOD我的最愛TVB劇集頒獎典禮2010               | 十大我的最愛角色                                                 | 《巾幗梟雄之義海豪情》 | 劉醒                  | 獲獎 |
| 2010年 | 2010年萬千星輝頒獎典禮                          | 最佳男主角                                                       | 《巾幗梟雄之義海豪情》 | 劉醒                  | 獲獎 |
| 2010年 | 騰訊星光大典                                    | 港台年度電視男演員                                               | 不適用                 | 不適用                | 獲獎 |
| 2010年 | 紐約國際電影電視節                              | 最佳角色演繹優異獎                                               | 《巾幗梟雄》           | 柴九 （以第七集參選） | 獲獎 |
| 2011年 | 優酷影視指數盛典                                | 2011開年港臺地區最佳男演員                                       | 不適用                 | 不適用                | 獲獎 |
| 2011年 | 2010星級企業大獎頒獎典禮                        | 「星級品牌代言人」大獎                                           | 不適用                 | 不適用                | 獲獎 |
| 2011年 | 壹電視大獎2011                                  | 十大電視藝人第二位                                               | 不適用                 | 不適用                | 獲獎 |
| 2011年 | 3週刊X味道Family - 父母最愛信心品牌2011頒獎典禮 | 「至愛爸爸」大獎                                                 | 不適用                 | 不適用                | 獲獎 |
| 2011年 | 完美生活OL最愛品牌大賞2011                      | OL最愛廣告男主角                                                 | 不適用                 | 不適用                | 獲獎 |
| 2011年 | 星加坡星和無綫電視大獎2011                        | 五大我最喜爱的 tvb 男角色                                        | 不適用                 | 不適用                | 獲獎 |
| 2011年 | 2011 tvb最受歡迎電視廣告頒獎禮                  | 最受歡迎男主角                                                   | 不適用                 | 不適用                | 獲獎 |
| 2011年 | 味道雜誌優質生活品味之星頒獎禮                  | 優質生活品味之星                                                 | 不適用                 | 不適用                | 獲獎 |
| 2011年 | 健康第壹大獎頒獎典禮2011                        | 十大健康之星                                                     | 不適用                 | 不適用                | 獲獎 |
| 2011年 | 演藝動力大獎2011                                | 最突出電視男藝員                                                 | 《巾幗梟雄之義海豪情》 | 劉醒                  | 獲獎 |
| 2011年 | MY AOD我的最愛頒獎典禮2011                      | 我的最愛十五大電視角色                                           | 《法證先鋒III》        | 布國棟                | 獲獎 |
| 2012年 | 星和無綫電視大獎2012                            | 我最愛TVB電視男角色                                              | 《法證先鋒III》        | 布國棟                | 獲獎 |
| 2012年 | MY AOD我的最愛頒獎典禮2012                      | 我的最愛十五大電視角色                                           | 《大太監》             | 李連英                | 獲獎 |
| 2012年 | 萬千星輝頒獎典禮2012                            | 最佳男主角                                                       | 《大太監》             | 李連英                | 獲獎 |
| 2015年 | 2015年星和無綫電視大獎                          | 我最喜愛tvb電視男角色                                            | 《名門暗戰》           | 蔣元                  | 獲獎 |
| 2016年 | 星和無綫電視大獎2016                            | 最佳男主角                                                       | 《公公出宮》           | 李肅恭                | 獲獎 |
| 2017年 | 星和無綫電視大獎2017                            | 25週年最受歡迎TVB電視男藝人                                      | 不適用                 | 不適用                | 獲獎 |

## 爭議
在一次專訪中，黎耀祥指無綫電視在收視和影響力雖然不如從前，但是給了一個大平台予藝員讓觀眾認識令其成名，認為即使無綫屢被批評，仍然有一定存在價值。不過，當被問到藝員薪金偏低等公司政策問題時，他就避而不談，更以自己的成功作例子，稱自己入行時面對苗僑偉、黃日華等在該時期的一線男藝員時，無預計自己可以「大器晚成」，在44歲起擔正第一男主角且當紅至今，認為批評無綫電視的人是「無良心」，覺得他們只因為「覺得批評無綫電視就知識分子」。
在訪問正式公開以後，除了不少網民對黎的言論反感外，還被專欄作家馮晞乾在其於蘋果日報的專欄中撰文反駁，直斥黎在專訪中對批評無綫電視的人，擺出一副「尖酸刻薄的八婆表情」，以及「具太監氣質」地，對着網民「發脾氣」。此外，馮亦批評黎無知，不明白網民最近不滿和杯葛無綫電視原因，完全不是出自節目質素，以及無綫電視在2010年代末的表現已經大不如前，直指其要求觀眾對無綫電視「謝主隆恩」。

## 外部連結
- 黎耀祥論壇 - 祥記（页面存档备份，存于）
- 黎耀祥ig （页面存档备份，存于）
- 黎耀祥 TVB Blog（页面存档备份，存于）
- 黎耀祥 TVB.com微博[永久]
- 黎耀祥 新浪微博（页面存档备份，存于）
- 黎耀祥 小紅書 （页面存档备份，存于）
- 黎耀祥在互联网电影资料库（IMDb）上的資料（英文）
- 黎耀祥在香港影庫上的簡介
- 黎耀祥在时光网上的簡介（简体中文）
- 黎耀祥在豆瓣上的资料（简体中文）